# Léon Lhermitte
Léon Augustin Lhermitte (Mont-Saint-Père, 31 luglio 1844 – Parigi, 28 luglio 1925) è stato un pittore francese.

## Biografia
Nacque in un piccolo villaggio della Piccardia, nel Dipartimento dell'Aisne. Suo padre, maestro di scuola, notò il suo talento e la sua viva inclinazione per il disegno. Lo incoraggiò quindi a proseguire nella strada dell'arte inviandolo a Parigi nel 1863, dove il giovane Léon si iscrisse alla "Scuola speciale di disegno e matematica", detta Petite École (oggi École nationale supérieure des arts décoratifs), sotto la guida di Horace Lecoq de Boisbaudran (1802-1897), noto per il suo metodo d'insegnamento basato sulla memoria visiva, dal quale egli acquisì la prima formazione artistica. Allievi nella stessa scuola e suoi amici furono Henri Fantin-Latour e Auguste Rodin.
Nel 1864 un suo disegno a carboncino (oggi perduto) fu esposto in via eccezionale al Salon. Nel 1866 Léon illustrò il libro Paysagistes aux Champs di Frédéric Henriet. Entrò quindi all'École nationale supérieure des Beaux arts.
Terminati gli studi cominciò ad esporre ai Salon, e ricevette più volte menzioni e riconoscimenti. Fece anche parte della Giuria in occasione dell'Expo di Parigi del 1900. La sua opera La mietitura ricevette una medaglia al Salon del 1874. A 25 anni si recò a Londra, dove ebbe l'occasione di conoscere Alphonse Legros, che a sua volta lo presentò al mercante d'arte Durand-Ruel. Lhermitte poté così esporre nella galleria di quest'ultimo in New Bond Street e vendette un buon numero di quadri.

### Il rifiuto dell'impressionismo
Nel 1879 Edgar Degas, che Léon incontrava spesso a Parigi, gli propose di partecipare alla 4ª Mostra degli impressionisti, ma Lhermitte rifiutò, probabilmente perché non si sentiva in sintonia con la concezione impressionista dell'arte. In quegli anni, peraltro, egli divenne un artista sempre più conosciuto, ammirato da Rodin, Puvis de Chavannes e in particolare da Van Gogh, che lo paragonò a Rembrandt, per la maestria del tratto.
A causa dei suoi numerosi quadri sulla raccolta del grano, Lhermitte venne soprannominato "il pittore dei mietitori".
Su incarico dello Stato decorò la Sala delle Commissioni della Sorbona e su commissione del Comune di Parigi realizzò un'imponente pittura: Les Halles, per abbellire la nuova sede del Municipio. All'Expo di Parigi del 1900 espose sette quadri e la favorevole accoglienza di queste opere da parte del pubblico e della critica gli valse la Legion d'Onore. Infine, nel 1905, l'Accademia di Belle arti gli offrì la Cattedra di pittura che era stata di Jean-Jacques Henner.
Durante la prima guerra mondiale la sua salute cominciò a vacillare, al punto che egli dovette drasticamente ridurre la sua attività, limitandosi alla produzione di qualche lavoro a pastello.

Nove anni dopo Léon Lhermitte moriva ottantunenne a Parigi. Era il 1925.

### La concezione naturalista
Lhermitte seguì per tutta la sua carriera la concezione naturalista della pittura, senza cedere ai movimenti moderni che agitavano gli anni a cavallo del secolo. Le sue opere sono una costante testimonianza della vita sociale operaia e contadina dei suoi tempi, e illustrano, con tecnica e sensibilità non comuni, scene di lavoro campestre o cittadino. I suoi quadri sono presenti in molte città importanti, come Amsterdam, Boston, Bruxelles, Chicago, Firenze, Montréal, Mosca, Parigi, Reims, e Washington.

Lo scultore Gaston Schweitzer (1879-1942) ha realizzato negli anni trenta un monumento alla sua memoria che è stato eretto nella piazza del suo paese natale.
Suo figlio Jean (1877-1959) fu invece un famoso neurologo e psichiatra.

## Alcune opere
- Maternità, 1876
- La paga dei mietitori, 1882
- I falciatori di fieno, 1887
- La zuppa del vecchio falciatore, 1888
- La paga dei mietitori, 1892
- Le spigolatrici, 1898
- Contadina che riposa, 1903
- Donne alla fonte, 1903
- Il pescatore e la famiglia, 1912
- Il pasto degli operai nella fattoria, 1913
- Alla fontana, 1914
- Donne a spigolare, 1920
- Figure in un interno, 1924
- Donna con un lattante e due bambini, N.D.
- Il riposo del contadino, N.D.
- I mietitori di grano, N.D.
- Dopo la mietitura. Contadina seduta in un campo, N.D.
- Ritratto di Manet, N.D.

## Galleria d'immagini

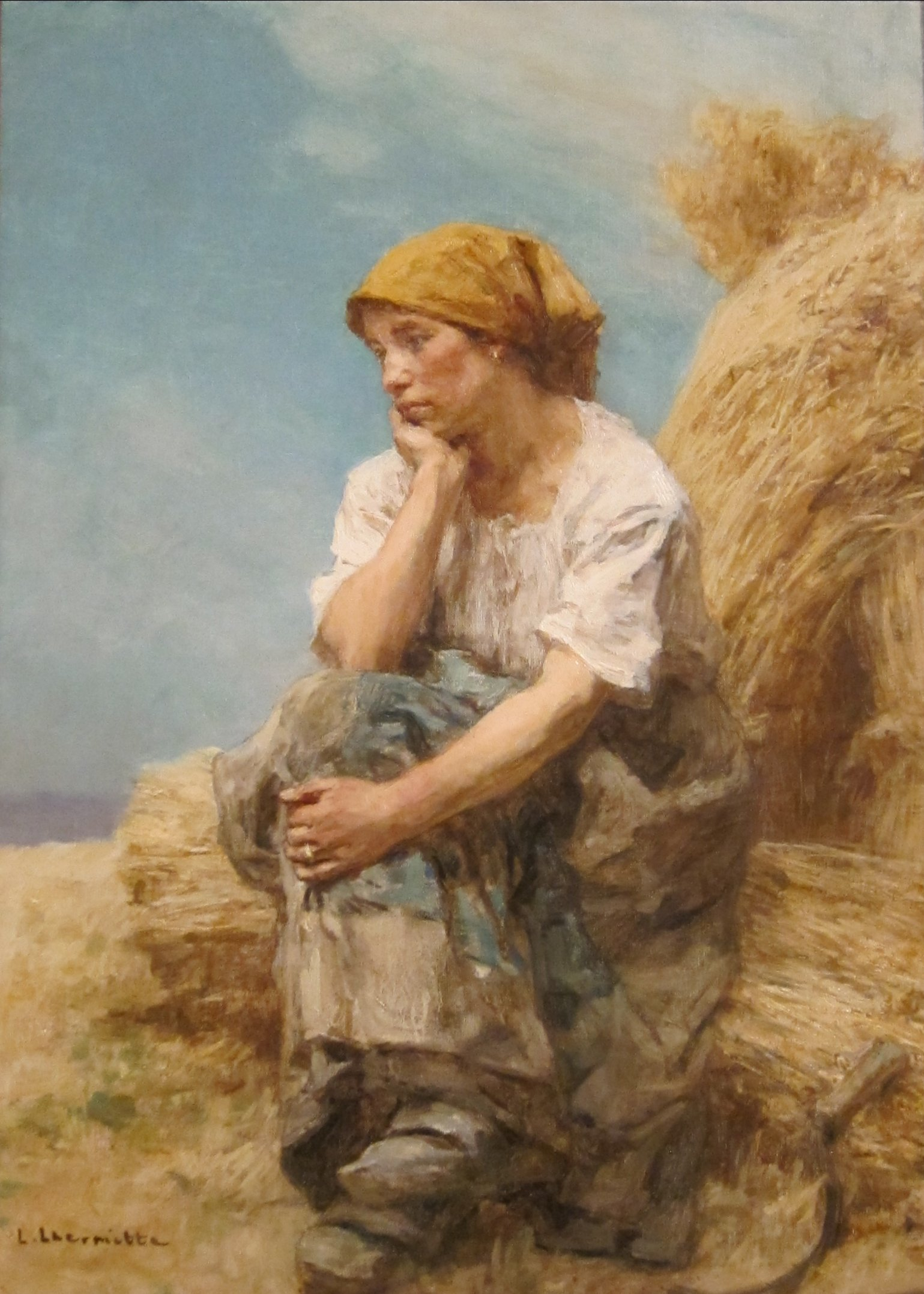
Contadina che riposa
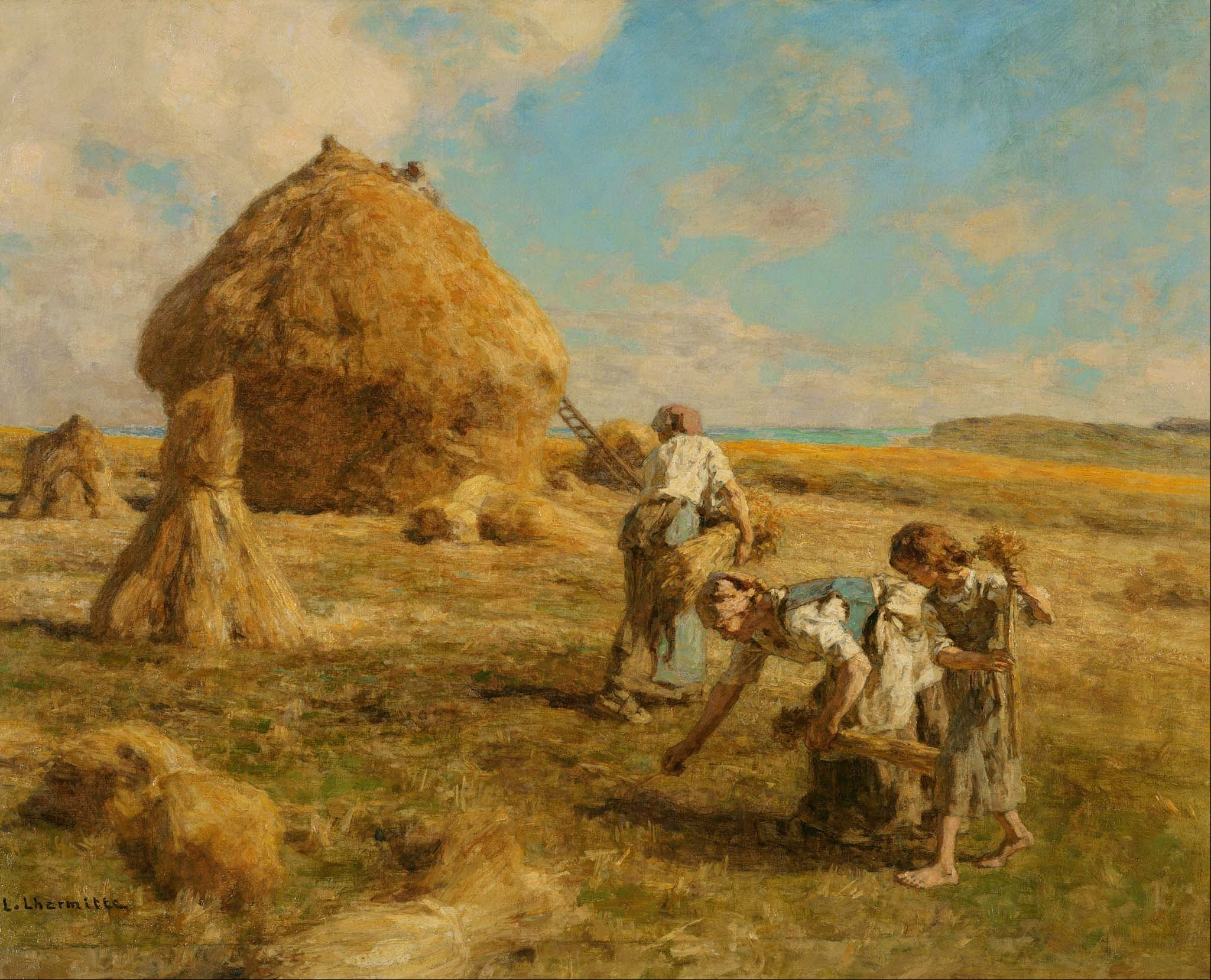
Donne a spigolare
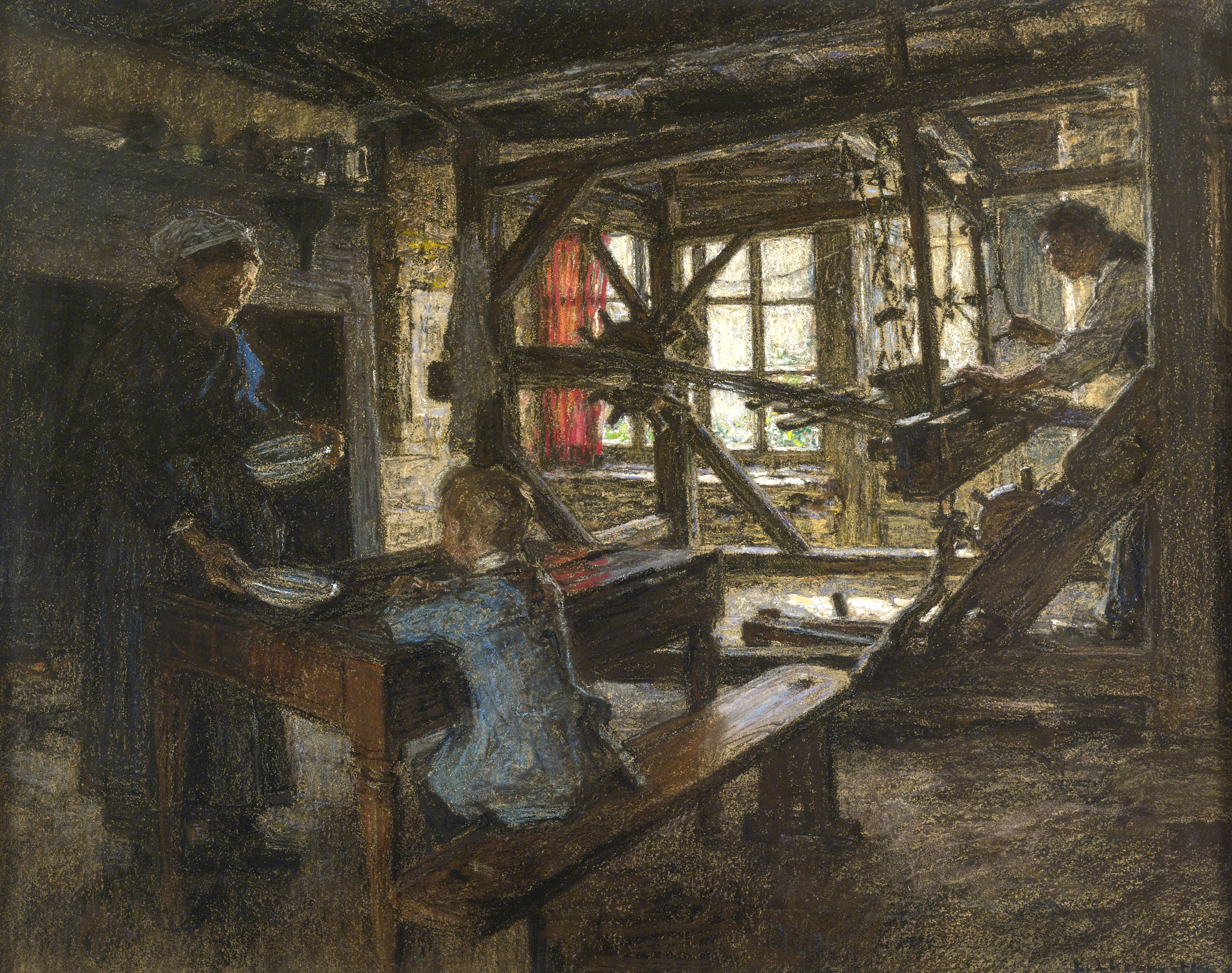
Figure in un interno
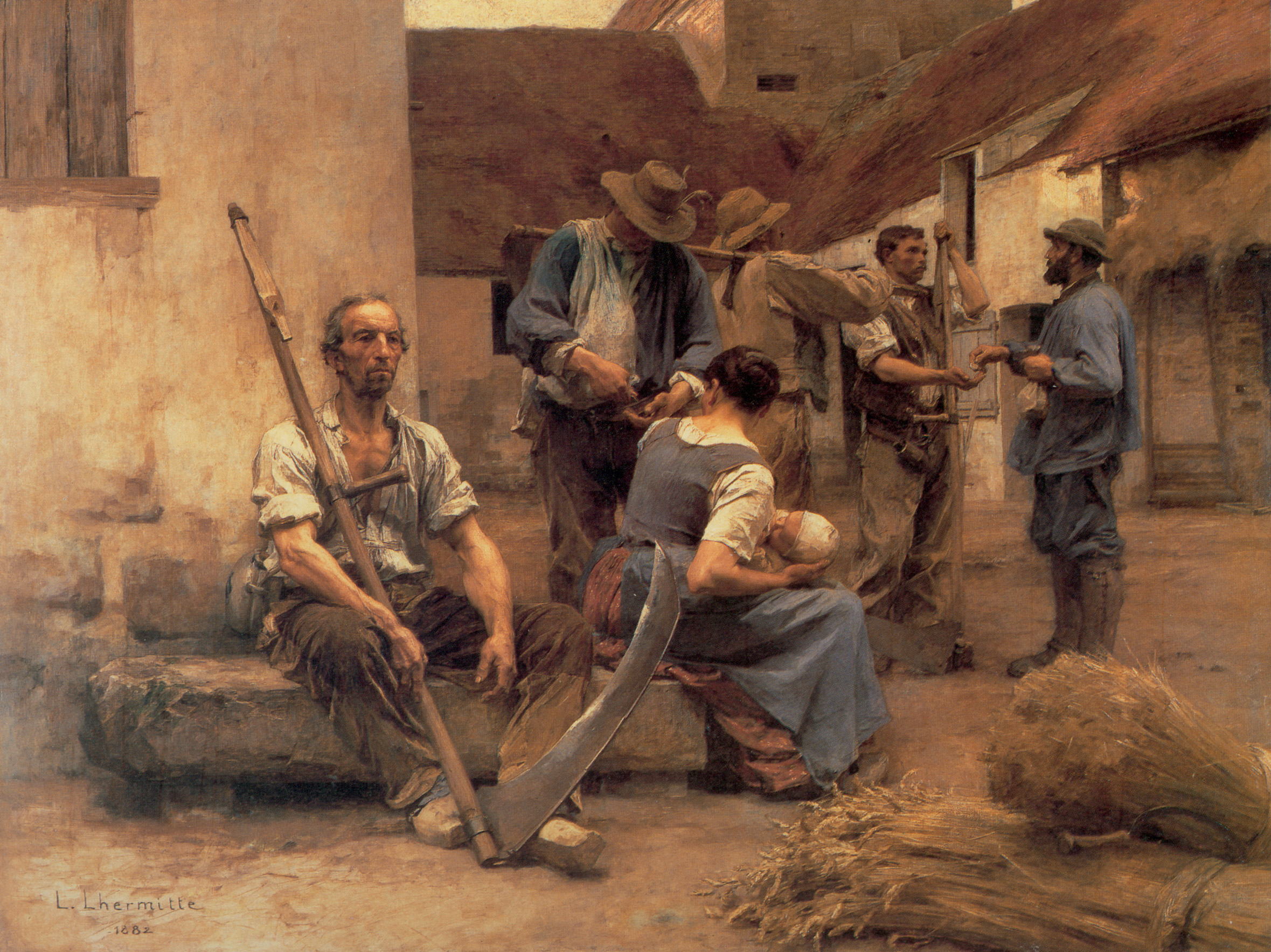
La paga dei mietitori
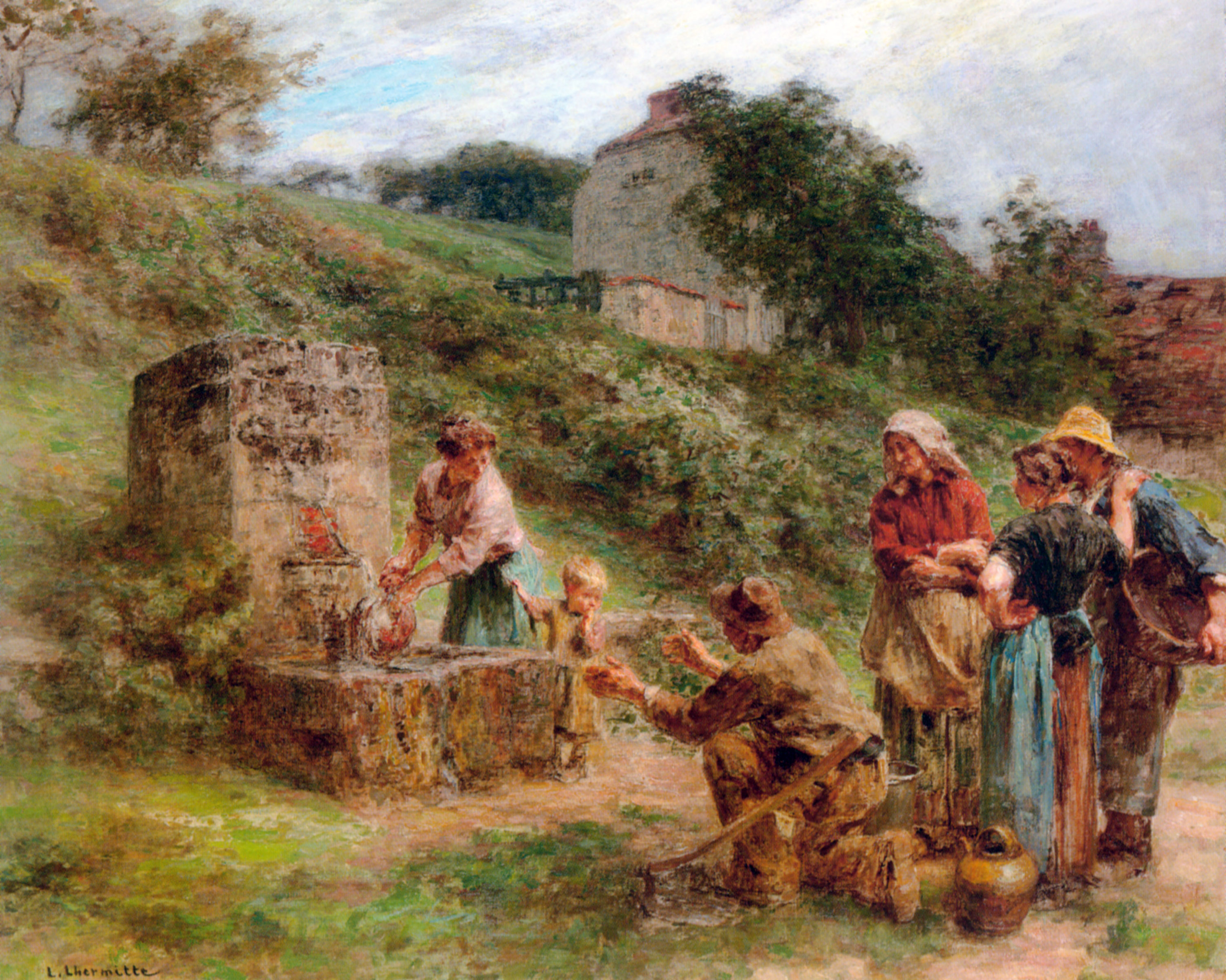
Alla fontana
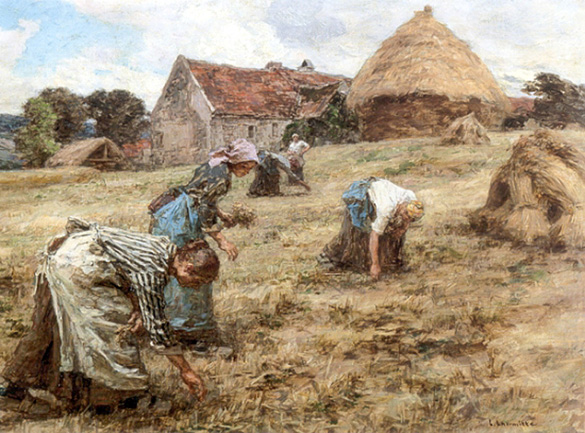
Le spigolatrici
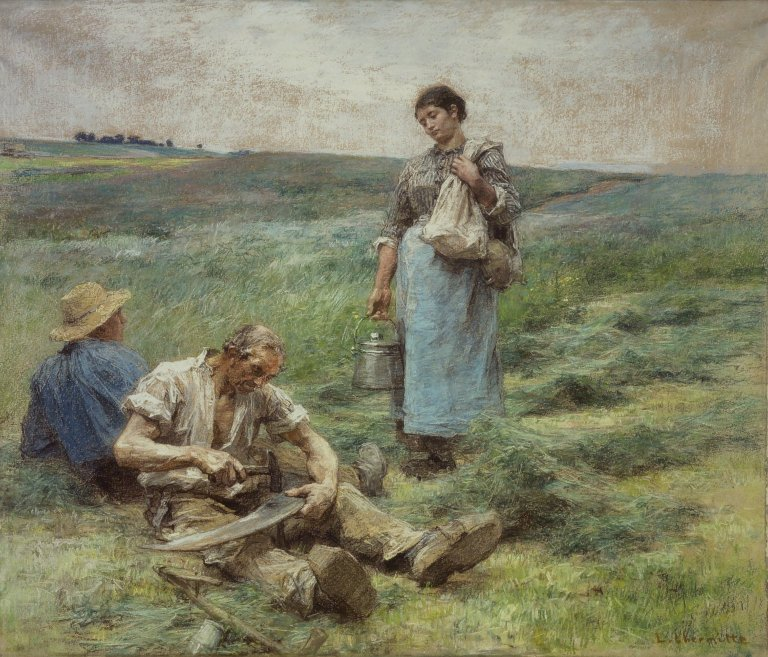
La zuppa del vecchio mietitore
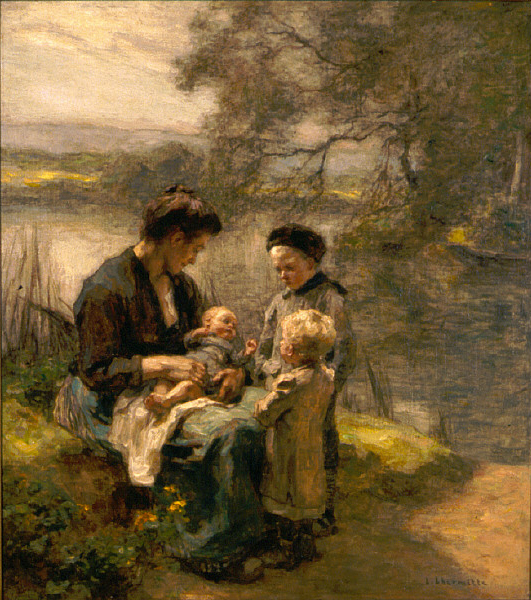
Donna con un lattante e due bimbi
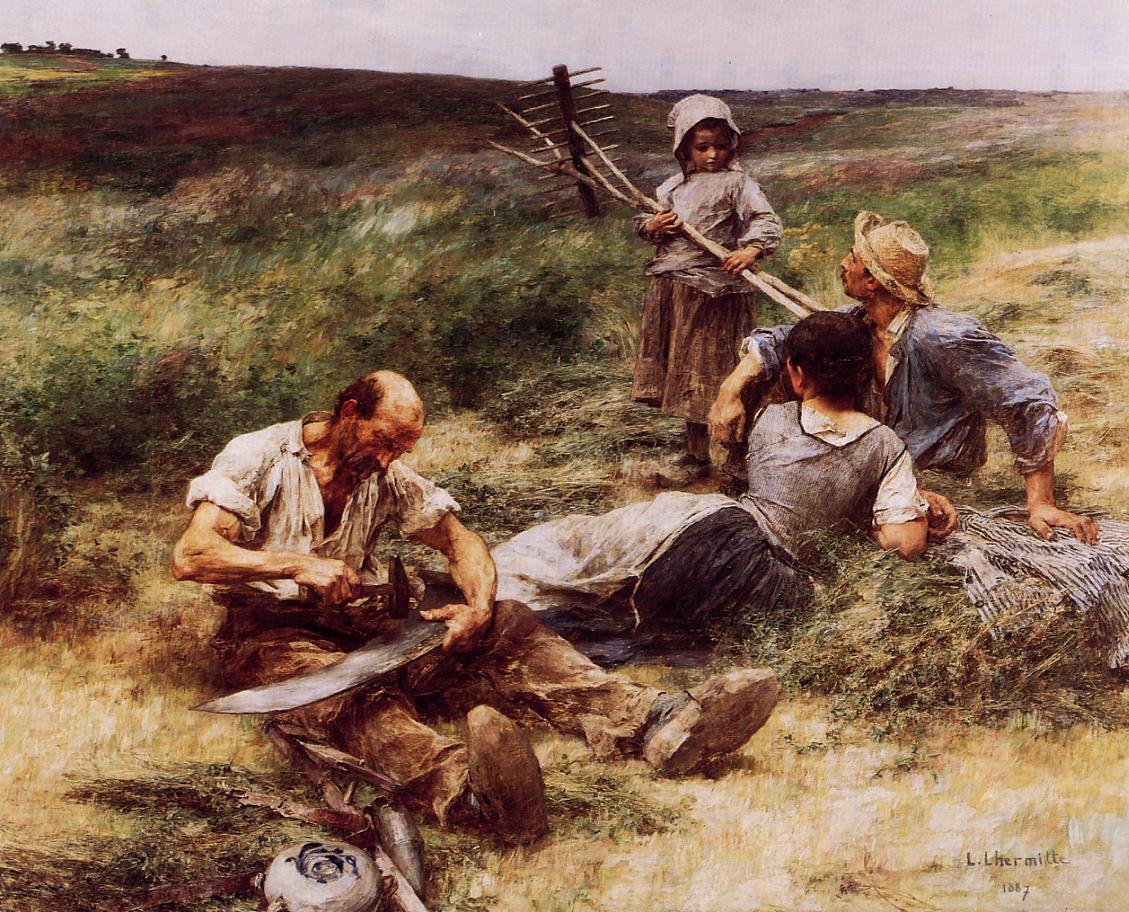
I falciatori di fieno
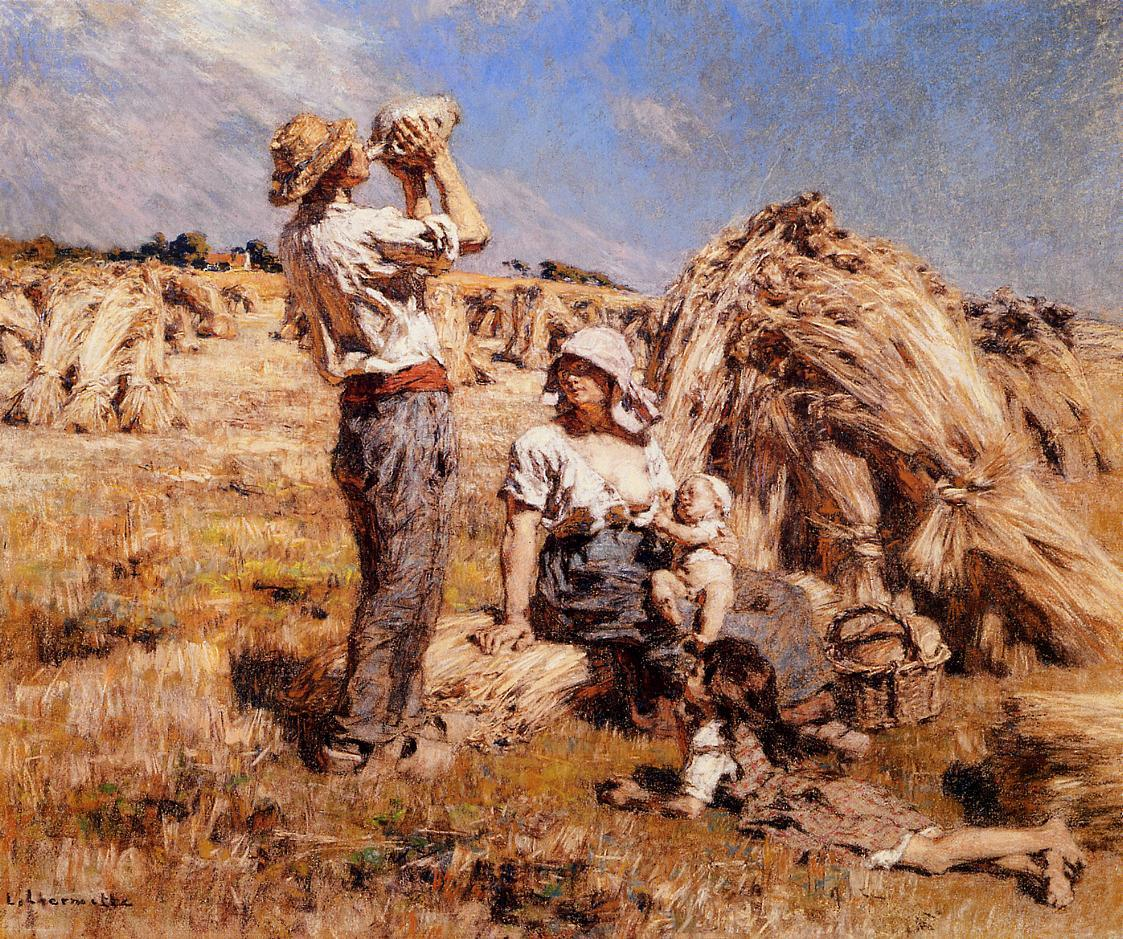
Maternità